# Sumaská prérie
Sumaská prérie je nížinnou krajinou na pomezí kanadské provincie Britská Kolumbie a amerického státu Washington. Jedná se o část Fraserovy nížiny, která byla vytvořena vysušením Sumaského jezera na začátku 20. století. Rozkládá se mezi údolím řeky Vedder a severní částí okresu Whatcom na jižní straně hranic. Celá kanadská část prérie patří pod město Abbotsford, které ji získalo roku 1972 jako část Sumaského okrsku. Jedinou výjimkou je severovýchodní část prérie, která obklopuje obec Yarrow spadající pod město Chilliwack. V dávné době oblast prérie obýval indiánský kmen Sumasů, dále tudy protéká řeka Sumas.